# アイントラハト・ブラウンシュヴァイク
アイントラハト・ブラウンシュヴァイク（ドイツ語: Eintracht Braunschweig）は、ドイツの北西部、ニーダーザクセン州の都市ブラウンシュヴァイクを本拠地とする総合スポーツクラブである。サッカー部門はかつてブンデスリーガで優勝した経験もある古豪であり、2023-24シーズンは2. ブンデスリーガに所属している。サッカー以外にも、バスケットボール、ハンドボール、水泳、水球など様々なスポーツ部門を抱える。近郊のクラブであるハノーファー96とライバル関係にある。

## クラブの歴史
1895年、サッカーとクリケットのスポーツクラブ「FUCCアイントラハト1895」として創設された。1906年に「FCアイントラハト1895」、1920年に「SVアイントラハト・ブラウンシュヴァイク」とクラブ名を改称した。第二次世界大戦後の1945年4月2日にクラブは解散を命じられたが、同年11月2日に「TSVブラウンシュヴァイク」として再編。4年後の1949年4月1日にかつての名称である「SVアイントラハト・ブラウンシュヴァイク」に改称した。
ブラウンシュヴァイクは、1963年のブンデスリーガ発足時の16クラブの一つである。1966-67シーズンには堅固な守備に支えられ、ブンデスリーガ最少失点で（34試合、27失点）リーグ優勝を果たした。当時のキャプテンであったヨアヒム・ベーゼは元々ストライカーとしてプレイしていたがチーム都合でポジションを下げ、フランツ・ベッケンバウアー以前にリベロのスタイルで活躍した。1973年、当時の会長の友人が社長を務めていたイエーガーマイスター社を胸スポンサーに採用した。ユニフォームに広告を掲載することはまだ解禁されていなかったが、クラブのロゴをイエーガーマイスター社のものに変更し胸に付けることにより、ブンデスリーガで初めてユニフォームにスポンサーを付けたクラブとなった。
1985年に2部へ降格すると、長年のスポンサーだったイエーガーマイスター社が離れ、2年後の1987年には3部へ降格してしまう。再び1993年に3部へ降格した際は、選手にプロとしての給料が払えなくなる財政的な危機に陥るが、半数の選手がクラブに残り働きながらプレーを続けた。その後、2部と3部を行き来する暗黒時代が続くが、3部での平均観客が約9000人、2部では2万人弱のサポーターが来場しクラブを支えた。2012-13シーズンには2部で2位となり、28年ぶりに1部昇格を果たした。しかし1部の壁は厚く、2013-14シーズンでは最下位となり1シーズンで2部へ降格することになった。

## タイトル

### 国内タイトル
- ブンデスリーガ :1回
  - 1966-67
- 北ドイツ選手権 :2回
  - 1908, 1913
- ガウリーガ・ハノーファー南部＝ブラウンシュヴァイク :2回
  - 1943, 1944
- オーバーリーガ・ニーダーザクセン南部 :2回
  - 1946, 1947
- オーバーリーガ・ハノーファー南部/ブラウンシュヴァイク :2回
  - 1924, 1925
- ブラウンシュヴァイク地区リーグ :13回
  - 1905, 1906, 1907, 1908, 1909, 1910, 1911, 1912, 1913, 1916, 1917, 1918, 1920
- レギオナルリーガ北部（2部リーグに相当）: 1回
  - 1973-74
- アマチュア＝オーバーリーガ・ニーダーザクセン東部: 1回
  - 1953
- 3. リーガ: 1回
  - 2010-11
- レギオナルリーガ北部: 1回
  - 1974
- レギオナルリーガ北部（3部リーグに相当）: 1回
  - 2004-05
- アマチュア＝オーバーリーガ・北部: 1回
  - 1988
- ニーダーザクセン・ポカール :2回
  - 2004, 2011

### 国際タイトル
- UEFAインタートトカップ グループ優勝 :7回
  - 1968, 1970, 1971, 1972, 1975, 1978, 1979

## 過去の成績
| シーズン | ディビジョン      | ディビジョン | ディビジョン | ディビジョン | ディビジョン | ディビジョン | ディビジョン | ディビジョン | ディビジョン | DFBポカール |
| シーズン | リーグ            | 試           | 勝           | 分           | 敗           | 得           | 失           | 点           | 順位         | DFBポカール |
| -------- | ----------------- | ------------ | ------------ | ------------ | ------------ | ------------ | ------------ | ------------ | ------------ | ----------- |
| 2008-09  | ブンデスリーガ3部 | 38           | 12           | 9            | 17           | 46           | 51           | 45           | 13位         |             |
| 2009-10  | ブンデスリーガ3部 | 38           | 17           | 11           | 10           | 55           | 37           | 62           | 4位          | 1回戦敗退   |
| 2010-11  | ブンデスリーガ3部 | 38           | 26           | 7            | 5            | 81           | 22           | 85           | 1位          | 1回戦敗退   |
| 2011-12  | ブンデスリーガ2部 | 34           | 10           | 15           | 9            | 37           | 34           | 45           | 8位          | 1回戦敗退   |
| 2012-13  | ブンデスリーガ2部 | 34           | 19           | 10           | 5            | 52           | 34           | 67           | 2位          | 2回戦敗退   |
| 2013-14  | ブンデスリーガ1部 | 34           | 6            | 7            | 21           | 29           | 60           | 25           | 18位         | 1回戦敗退   |
| 2014-15  | ブンデスリーガ2部 | 34           | 15           | 5            | 14           | 44           | 41           | 50           | 6位          | ベスト16    |
| 2015-16  | ブンデスリーガ2部 | 34           | 12           | 10           | 12           | 44           | 38           | 46           | 8位          | ベスト16    |
| 2016-17  | ブンデスリーガ2部 | 34           | 19           | 9            | 6            | 50           | 36           | 66           | 3位          | 1回戦敗退   |
| 2017-18  | ブンデスリーガ2部 | 34           | 8            | 15           | 11           | 37           | 43           | 39           | 17位         | 1回戦敗退   |
| 2018-19  | ブンデスリーガ3部 | 38           | 10           | 15           | 13           | 48           | 54           | 45           | 16位         | 1回戦敗退   |
| 2019-20  | ブンデスリーガ3部 | 38           | 18           | 10           | 10           | 64           | 53           | 64           | 3位          |             |
| 2020-21  | ブンデスリーガ2部 | 34           | 7            | 10           | 17           | 30           | 59           | 31           | 17位         | 2回戦敗退   |
| 2021-22  | ブンデスリーガ3部 | 36           | 18           | 10           | 8            | 61           | 36           | 64           | 2位          | 1回戦敗退   |
| 2022-23  | ブンデスリーガ2部 | 34           | 9            | 9            | 16           | 42           | 59           | 36           | 15位         | 2回戦敗退   |
| 2023-24  | ブンデスリーガ2部 | 34           | 11           | 5            | 18           | 37           | 53           | 38           | 15位         | 1回戦敗退   |
| 2024-25  | ブンデスリーガ2部 | 34           |              |              |              |              |              |              | 位           | 1回戦敗退   |

出典
| - 1963-64 ブンデスリーガ1部 11位 - 1964-65 ブンデスリーガ1部 9位 - 1965-66 ブンデスリーガ1部 10位 - 1966-67 ブンデスリーガ1部 1位 - 1967-68 ブンデスリーガ1部 9位 - 1968-69 ブンデスリーガ1部 4位 - 1969-70 ブンデスリーガ1部 16位 - 1970-71 ブンデスリーガ1部 4位 - 1971-72 ブンデスリーガ1部 12位 - 1972-73 ブンデスリーガ1部 17位 降格 - 1973-74 レギオナルリーガ北部 1位 昇格 - 1974-75 ブンデスリーガ1部 9位 - 1975-76 ブンデスリーガ1部 5位 - 1976-77 ブンデスリーガ1部 3位 - 1977-78 ブンデスリーガ1部 13位 - 1978-79 ブンデスリーガ1部 9位 - 1979-80 ブンデスリーガ1部 18位 降格 - 1980-81 ブンデスリーガ2部北部 2位 昇格 - 1981-82 ブンデスリーガ1部 11位 - 1982-83 ブンデスリーガ1部 15位 - 1983-84 ブンデスリーガ1部 9位 - 1984-85 ブンデスリーガ1部 18位 降格 - 1985-86 ブンデスリーガ2部 12位 | - 1986-87 ブンデスリーガ2部 17位 降格 - 1987-88 オーバーリーガ北部 1位 昇格 - 1988-89 ブンデスリーガ2部 9位 - 1989-90 ブンデスリーガ2部 7位 - 1990-91 ブンデスリーガ2部 13位 - 1991-92 ブンデスリーガ2部 7位 - 1992-93 ブンデスリーガ2部 19位 降格 - 1993-94 オーバーリーガ北部 2位 - 1994-95 レギオナルリーガ北部 6位 - 1995-96 レギオナルリーガ北部 2位 - 1996-97 レギオナルリーガ北部 2位 - 1997-98 レギオナルリーガ北部 2位 - 1998-99 レギオナルリーガ北部 3位 - 1999-00 レギオナルリーガ北部 3位 - 2000-01 レギオナルリーガ北部 8位 - 2001-02 レギオナルリーガ北部 2位 昇格 - 2002-03 ブンデスリーガ2部 15位 降格 - 2003-04 レギオナルリーガ北部 6位 - 2004-05 レギオナルリーガ北部 1位 昇格 - 2005-06 ブンデスリーガ2部 12位 - 2006-07 ブンデスリーガ2部 18位 降格 - 2007-08 レギオナルリーガ北部 10位 |

## 欧州の成績
| シーズン | 大会                     | ラウンド | 対戦相手                 | ホーム | アウェー | プレーオフ | 合計    |  |
| -------- | ------------------------ | -------- | ------------------------ | ------ | -------- | ---------- | ------- |  |
| 1967-68  | UEFAチャンピオンズカップ | 1回戦    | ディナモ・ティラナ       | N/A    | N/A      | N/A        | (w/o)   |  |
| 1967-68  | UEFAチャンピオンズカップ | 2回戦    | ラピード・ウィーン       | 2-0    | 0-1      | N/A        | 2-1     |  |
| 1967-68  | UEFAチャンピオンズカップ | 準々決勝 | ユヴェントス             | 3-2    | 0-1      | 0-1        | 3-4     |  |
| 1971-72  | UEFAカップ               | 1回戦    | グレントラン             | 6-1    | 1-0      | N/A        | 7-1     |  |
| 1971-72  | UEFAカップ               | 2回戦    | アスレティック・ビルバオ | 2-1    | 2-2      | N/A        | 4-3     |  |
| 1971-72  | UEFAカップ               | 3回戦    | フェレンツヴァーロシュ   | 1-1    | 2-5      | N/A        | 3-6     |  |
| 1976-77  | UEFAカップ               | 1回戦    | ホルベック               | 7-0    | 0-1      | N/A        | 7-1     |  |
| 1976-77  | UEFAカップ               | 2回戦    | エスパニョール           | 2-1    | 0-2      | N/A        | 2-3     |  |
| 1977-78  | UEFAカップ               | 1回戦    | ディナモ・キーウ         | 0-0    | 1-1      | N/A        | 1-1 (a) |  |
| 1977-78  | UEFAカップ               | 2回戦    | IKスタルト               | 4-0    | 0-1      | N/A        | 4-1     |  |
| 1977-78  | UEFAカップ               | 3回戦    | PSV                      | 1-2    | 0-2      | N/A        | 1-4     |  |

## 現所属メンバー
2023年12月8日現在
注：選手の国籍表記はFIFAの定めた代表資格ルールに基づく。
| No. | Pos. |                          | 選手名                      |
| --- | ---- | ------------------------ | --------------------------- |
| 1   | GK   | ドイツ                   | ロン＝トルベン・ホフマン    |
| 3   | DF   | スイス                   | サウロ・デカルリ ★          |
| 4   | MF   | ドイツ                   | ヤンニス・ニコラオウ () ()  |
| 5   | DF   | フィンランド             | ロベルト・イワノフ          |
| 6   | DF   | ボスニア・ヘルツェゴビナ | エルミン・ビチャクチッチ () |
| 7   | MF   | ドイツ                   | モーリス・ムルトハウプ      |
| 8   | MF   | 日本                     | 遠藤渓太 ★                  |
| 9   | FW   | フランス                 | ライアン・フィリップ        |
| 10  | FW   | ドイツ                   | フロリアン・クリューガー    |
| 11  | FW   | ドイツ                   | リュック・アイホスト        |
| 13  | GK   | オーストリア             | ティノ・カサリ              |
| 14  | FW   | ナイジェリア             | アンソニー・ウジャー ()     |
| 17  | FW   | シリア                   | ユーセフ・アミン ()         |
| 18  | DF   | ドイツ                   | マルビン・リットミュラー    |
| 19  | DF   | ドイツ                   | アントン・ドンコール ()     |

| No. | Pos. |                | 選手名                         |
| --- | ---- | -------------- | ------------------------------ |
| 20  | MF   | アイスランド   | ソーリル・ヨハン・ヘルガソン   |
| 21  | GK   | ドイツ         | ヤニック・バンソウ             |
| 22  | MF   | ドイツ         | ラミ・ズアウイ ()              |
| 23  | MF   | ドイツ         | ダニーロ・ウィーブ             |
| 24  | MF   | ドイツ         | シディ・サネ ()                |
| 25  | MF   | ドイツ         | エミル・キスチャカ             |
| 26  | DF   | ドイツ         | ヤン＝ヘンドリック・マルクス   |
| 27  | DF   | ドイツ         | ニコ・キエフスキー             |
| 29  | DF   | トルコ         | ハサン・クルサイ ()            |
| 30  | DF   | ドイツ         | ブライアン・ベーレント         |
| 33  | MF   | ドイツ         | セバスティアン・グリースベック |
| 34  | GK   | ドイツ         | ジャスティン・ドゥダ           |
| 36  | FW   | ドイツ         | カーン・カリスカナー           |
| 37  | MF   | ドイツ         | ファビオ・カウフマン           |
| 39  | MF   | ドイツ         | ロビン・クラウス               |
| 44  | FW   | アメリカ合衆国 | ヨハン・アラス・ゴメス ()      |

※括弧内の国旗はその他の保有国籍を、星印はEU圏外選手を示す。

### ローン移籍
in
注：選手の国籍表記はFIFAの定めた代表資格ルールに基づく。
| No. | Pos. |        | 選手名                                      |
| --- | ---- | ------ | ------------------------------------------- |
| 10  | FW   | ドイツ | フロリアン・クリューガー (FCフローニンゲン) |

| No. | Pos. |              | 選手名                                    |
| --- | ---- | ------------ | ----------------------------------------- |
| 20  | MF   | アイスランド | ソーリル・ヨハン・ヘルガソン (USレッチェ) |

out
注：選手の国籍表記はFIFAの定めた代表資格ルールに基づく。
| No. | Pos. |  | 選手名 |
| --- | ---- |  | ------ |

## 歴代監督
- エトムント・コーネン 1952−1956
- ヨアヒム・シュトライヒ 1990-1991
- ベーノ・メールマン 2007-2008
- トルステン・リーベルクネヒト 2008-2018
- ヘンリク・ペデルセン 2018
- アンドレ・シューベルト 2018-2019
- クリスティアン・フリュトマン 2019
- マルコ・アントウェルペン 2019-2020
- ダニエル・マイヤー 2020-2021
- ミヒャエル・シーレ 2021-2023
- イェンス・ヘルテル 2023
- マルク・プフィッツナー 2023
- ダニエル・シャーニング 2023-

## 歴代所属選手

### DF
- ヴォルフガング・ドレムラー 1973-79
- トビアス・ラウ 1999-2001

### MF
- パウル・ブライトナー 1977-1978
- 風間八宏 1988-1989

### FW
- イーゴリ・ベラノフ 1991-1995

## その他のスポーツ
クラブはサッカー以外にもバスケットボール、ハンドボール、ホッケー、水泳、水球、テニス、体操、ウィンタースポーツなどのスポーツ部門を保有する。

### ホッケー
ホッケー部門は1924年に創設された。クラブの女子ホッケー部門は1960年代から1970年代にかけて、ドイツ選手権で6回 (1965, 1969, 1974, 1975, 1976, 1978) 、ドイツ室内選手権で3回 (1973, 1974, 1975) 優勝するなどドイツのホッケー界を牽引した。

### バスケットボール
バスケットボール部門は1956年に創設された。クラブの女子部門は2013-14シーズンから2. 女子バスケットボール・ブンデスリーガに所属している。